# Haile Melekot Sahle Selassié
Pour les articles homonymes, voir Selassié.
Negus Haile Malakot Sahle Selasé (Ge'ez: ንጉስ ኃይለ መለኮት ሣህለ ሥላሤ) fut Negus du Choa de 1847 à 1855.
Fils ainé du roi Sahlé Sellassié du Choa né en 1824.
Il devient roi du Choa à la mort de son père le 12 octobre 1847. Il meurt brutalement à Atakelt le 9 novembre 1855 la veille d'un affrontement armé avec le nouvel empereur Théodoros II d'Éthiopie qui venait de rétablir la monarchie et l'unité du pays.
De son épouse la Woizero (princesse) Ijigaehu il eut un fils unique Sahlé Mariam le futur Empereur Ménélik II d'Éthiopie.